# 天海つばさ
天海 つばさ（あまみ つばさ、1988年3月8日 - ）は、日本のAV女優。
ティーパワーズ所属。Eカップの女優として活動。

## 略歴
2009年10月にアイデアポケットから『FIRST IMPRESSION 44』でAVデビュー。
2011年3月7日、スカイパーフェクTV!の「スカパー!アダルト放送大賞2011」でアサヒ芸能賞を受賞した。
同年6月にはMOODYZ10周年記念のコラボ企画として『女教師レイプ輪姦』シリーズに出演した。
2011年12月のVITCH VITCHメンバーとしてCDデビュー。以後、個人でも歌手活動を行っている。
デビュー以来10年以上専属女優を継続しているという希有な存在であり、30歳を超えた現役ののちも現役のAV女優として活躍。
2021年8月発表「読者300人が選んだFLASH 2021セクシー女優ランキング」読者投票45位。
2024年10月1日、デビュー15周年を迎え同年11月で休養に入ることをX（旧Twitter）で告知。

## 人物
- 広島県出身（媒体によっては東京出身となっている場合もある[8]）。
- 趣味は、ペットと遊ぶこと[9]。
- 見た目から女王様気質と思われることが多いが、ライター・久留米あぽろによると、「気さくなお姉ちゃんタイプ」とのこと[10]。自身ではキャラクターをしっかりと人見知りする「陰キャ」と例えている[11]。
- フィーリングで恋をするため、好きなタイプは特別なく、嫌いなタイプは不潔な人とポイ捨てする人[10]。
- 運動音痴だが好奇心旺盛なため、なんでも一度は挑戦するタイプと答えている[10]。

## 作品

### アダルトビデオ
2009年
- FIRST IMPRESSION 44（10月1日、アイデアポケット）
- 学校でしようよ!（11月1日、アイデアポケット）
- 隣の女子大生はSEXがお好き（12月1日、アイデアポケット）

2010年
- カテキョ カワイイ顔してとってもスケベな家庭教師（1月1日、アイデアポケット）
- DIGITAL CHANNEL DC67 （2月1日、アイデアポケット）
- 僕とつばさの甘～い性活（3月1日、アイデアポケット）
- 天海つばさの濃厚な接吻とSEX（4月1日、アイデアポケット）
- ドジッ娘ナースのエッチなおちごと（5月1日、アイデアポケット）
- つばさ先生の誘惑授業（6月1日、アイデアポケット）
- ひたすら男の乳首を責めまくる!4時間スペシャル（7月1日、アイデアポケット）
- つばさとヴァーチャルデート 今日だけはアナタの彼女にシテネ!（8月1日、アイデアポケット）
- HIP ATTACK（9月1日、アイデアポケット）
- つばさをください (10月1日、アイデアポケット）
- 瞬殺!一撃バズーカ顔射 (11月1日、アイデアポケット）
- つばさちゃんは太っといのがお好き (12月1日、アイデアポケット）

2011年
- 天海つばさファン感謝祭ぶっかけ（1月1日、アイデアポケット）
- OL痴漢電車（2月1日、アイデアポケット）
- むっちゃ好きやねん 感じてあふれる方言SEX（3月1日、アイデアポケット）
- ゴージャスオナニーサポート（4月1日、アイデアポケット）
- 世界最高級ソープへようこそ（5月1日、アイデアポケット）
- つばさの折れないエンジェル（6月1日、アイデアポケット）
- ムーディーズ創立10周年記念 MOODYZ×IDEAPOCKET 女教師レイプ輪姦（6月1日、MOODYZ）
- デリバリーSEX アナタの自宅に天海つばさをお届けします（7月1日、アイデアポケット）
- 見つめ合って感じ合う情熱SEX（8月1日、アイデアポケット）
- ほろ酔いSEX（9月1日、アイデアポケット）
- 3D (10月1日、アイデアポケット）
- 着衣グラマラス 天海つばさ日常にある着衣巨乳（11月1日、アイデアポケット）
- 断り切れずにヤラせちゃう女（12月1日、アイデアポケット）

2012年
- 天海つばさと行く!はちゃめちゃドスケベ合宿旅行（1月1日、アイデアポケット）
- 汗だくSEX（2月1日、アイデアポケット）
- ドジッ娘☆マネージャーつばさ! サッカー部編（3月1日、アイデアポケット）
- つばさとしっぽり温泉ハメ旅行（4月1日、アイデアポケット）
- ぬがせっ!!ハーレム野球拳 3 （UMD Video）（4月20日、メディアバンク）
- 快感おもらし潮噴きメイド（5月1日、アイデアポケット）
- 天海つばさ48本番（5月1日、アイデアポケット） - 個人BEST
- 天海つばさ×カンパニー松尾（6月1日、アイデアポケット）
- いきなりSEX えっ?今ここでですか?（7月1日、アイデアポケット）
- 僕とつばさと心美の甘すぎる同棲性活（8月1日、アイデアポケット）
- マスカケつばさ（9月19日、アイデアポケット） - 個人BEST
- ハメカミエロエロデートプラン（10月1日、アイデアポケット）
- 究極の尻フェチマニアックス（11月1日、アイデアポケット）
- スケパイ 裸よりイヤラシイ！濡れ透けノーブラ着衣巨乳 天海つばさ（12月19日、アイデアポケット）

2013年
- 秘密女捜査官～淫獄に堕ちた哀しき巨乳エージェント～ 天海つばさ（1月1日、アイデアポケット）
- 犯された美人過ぎる女教師 天海つばさ（2月1日、アイデアポケット）
- 激ピストン つばさがイクまで腰振るのを止めない! 天海つばさ（3月1日、アイデアポケット）
- LOVE SEMEN 天海つばさ（4月1日、アイデアポケット）
- 恥辱の教育実習生3 天海つばさ（5月7日、アタッカーズ）
- 天海つばさ 100SEX 24時間（5月19日、アイデアポケット）
- 野外SEXしようよ! 天海つばさ（6月1日、アイデアポケット）
- 感汁女 解放された性欲 天海つばさ（7月1日、アイデアポケット）
- 彼女の姉貴とイケナイ関係 天海つばさ（8月1日、アイデアポケット）
- 誘うオンナ エロすぎる極上痴女 天海つばさ（9月1日、アイデアポケット）
- 天海つばさが精子飲む（10月1日、アイデアポケット）
- 彼氏の前で犯されたワタシ… 天海つばさ（11月1日、アイデアポケット）
- 究極のパンストフェチ エロティクス 天海つばさ（12月1日、アイデアポケット）

2014年
- 精子吸引バキュームフェラチオ 天海つばさ（1月1日、アイデアポケット）
- 快感スパイラル つばさをイカせてイカせてイカせまくり! 天海つばさ（2月1日、アイデアポケット）
- オレ専用家政婦 天海つばさ（3月1日、アイデアポケット）
- 初パイパン ツルマン効果で敏感すぎる感度と快感に溢れる恥潮! 天海つばさ（4月1日、アイデアポケット）
- うちの妻を犯して下さい 天海つばさ（5月1日、アイデアポケット）
- 大乱交 天海つばさ（6月1日、アイデアポケット）
- 僕のお嫁さんはいつも全裸 天海つばさ（8月1日、アイデアポケット）
- 刺激的なTバックの淫らな誘惑 天海つばさ（9月1日、アイデアポケット）
- ハメられた新人美女RQ 断り切れず枕営業を虐げられる美裸体 天海つばさ（10月1日、アイデアポケット）
- 連続射精してしまうほど過激な性交 天海つばさ（11月1日、アイデアポケット）
- タイトスカート塾講師 天海つばさ エロ過ぎるヒップラインに欲情!大興奮!全6コーナー 180分SPECIAL★（12月1日、アイデアポケット）

2015年
- 天海つばさ PREMIUM BOX 8時間（1月1日、アイデアポケット）
- WデリバリーSEX（2月19日、アイデアポケット）
- セックスボランティア 性に困っている人がいたら放っておけない美女の射精介助（3月1日、アイデアポケット）
- エスコートSEX 甘いヴァーチャル痴女の誘い240分 驚愕の全9コーナー主観!大ボリューム4時間作品ハンパないエロさ!（4月1日、アイデアポケット）
- 集団レイプに遭った天海つばさ（本人） 震撼!驚愕!度肝を抜かれる衝撃作品！解禁!（5月1日、アイデアポケット）
- 夫の目の前で犯されて（6月1日、アイデアポケット）
- 無理矢理AVに出演させられた美人マネージャー 担当していたAV女優が失踪!マネージャー自らが…（7月1日、アイデアポケット）
- ゴージャステクニシャン　貸切スイートルーム　最高級デリバリー嬢 昼はS、夜はM、クライアント様の性願望を叶える極上美女をお届け致します（8月1日、アイデアポケット）
- 新作発売イベントで最高のファンサービスを… ファンとSEX !? 前代未聞のイベントに参加せずにはいられない！そして、まさかの「いきなり」も復活!（9月1日、アイデアポケット）
- 僕だけの天海つばさ つうちゃんと見つめ合う完全主観8時間（9月19日、アイデアポケット）
- Wスキャンダル ナンパお持ち帰りされたつばさとまゆ 盗撮映像そのままAV発売! 遂に実現!デビュー6周年記念共演作品!（10月1日、アイデアポケット）
- 流出した下着モデルのSEXテープ…【全編盗撮・ハメ撮り撮影】（11月1日、アイデアポケット）
- 女子マネージャーは部員達の性処理玩具（12月1日、アイデアポケット）

2016年
- パイパンま○こ かぱぁ 遂におま○こおっぴろげ!未だない超接近アングルでお届け!（1月1日、アイデアポケット）
- 『 まだ未開の快感が欲しくて…　』催眠・トランス・バースト寸前!超絶オーガズムSEX パイパントランスver!（2月1日、アイデアポケット）
- 天海つばさ EPIC BEST 8時間 IMPACT 10タイトル！!抜きどころ!インパクトの強いシーンを秀抜したEPIC（最高の）BEST！（3月1日、アイデアポケット）
- 天海 VS AIKA　実録!キャバクラドキュメント 4 Days キャバ嬢達の枕営業の実態を4日間盗撮取材!（3月19日、アイデアポケット）
- 「うちのこと好きなんじゃろ」 ツンデレ方言彼女 全編「方言」でALL主観!敏感体質でイキまくりのアナタの彼女は「つばさ」!（4月1日、アイデアポケット）
- (かすみ果穂)引退!そして解禁!!FINALアナルFUCKデビュー11周年!スペシャルゲスト達も参戦!!ごっくんあり!ぶっかけあり!アナルSEXあり!（4月19日、アイデアポケット）
- 調教された天海つばさ 本人 アイポケから契約を切られた監督の紋℃… 狂気の復讐ドキュメンタリー（5月1日、アイデアポケット）
- 再生ボタン押したら天海つばさとの高速ピストンFUCKとバキュームフェラ摩擦!射精直前の最高の瞬間から始まるBEST 8時間 Disc1は発射間際の猛烈ピストンからスタート!Disc2は射精直前のバキュームフェラからスタート!（5月19日、アイデアポケット）
- レズ解禁! BEAUTY & CUTIE W VENUS デビュー6周年記念第二弾!禁断の濃厚レズプレイ!（6月1日、アイデアポケット）
- 彼氏にナイショソープで働くオンナ 彼氏とのSEX、お仕事でのSEX、2つの顔を持つオンナ…（7月1日、アイデアポケット）
- 灼熱の昇天 南国ロケ FUCK 「つばさ」と過ごす夏は世界で一番熱い夏!（8月1日、アイデアポケット）
- 褒められヴァーチャル有頂天SEX ALL主観　「つばさ」がアナタのプレイを絶賛してくれたら（9月1日、アイデアポケット）
- 公開生エロ配信 オフ会セックスパーティー!! デビュー7周年記念!連続発売第一弾!「天海つばさ」セルフプロデュース作品!（10月1日、アイデアポケット）
- DQN達に全身固定され失禁マグナムピストンFUCK 「動けない!」恨みを買った女教師の恥辱姦（10月25日、アイデアポケット）
- ノンフィクション…ほんとうにあったレ○プ事件を実写化 「私はこうして犯されました…」 「最後の凌辱作品」（11月7日、アイデアポケット）
- リピーター続出!噂の本番できちゃうおっパブ店 Eカップ巨乳嬢を味わい尽くせ!（12月8日、アイデアポケット）

2017年
- 体液ダダ漏れジューシーFUCK Gスポット狙い突き!尿!汗!潮!ハメ潮!美味汁過ぎる絶頂快楽!（1月7日、アイデアポケット）
- 特ダネSCOOP!天海つばさ持ち込みプライベートSEXセルフ撮影映像（2月7日、アイデアポケット）
- BURN!BURN!BURN! 日サロ店員のイキ過ぎた接客 日焼けもいいけど「つばさ」とのエッチな記憶も焼きつけて（3月13日、アイデアポケット）
- 超W痴女 容赦なし!手加減なし!ザーメンを根こそぎ搾り抜く!（4月19日、アイデアポケット）
- 突撃!単体女優天海つばさが噂の風俗店に体当たりガチ潜入リポート ピンサロから出張ホスト、オナニーCLUBにスワッピングパーティーとカラダとアソコを張りまくって潜入取材してきました!（5月13日、アイデアポケット）
- 解禁!人生初　生中出しセックス 本物ザーメンを膣中に暴射!（6月13日、アイデアポケット）
- 緊縛調教に目覚めたマゾ極妻 〜麗しき君の縄〜（7月7日、アイデアポケット）
- New Spermania 大量口内射精!大量顔面ぶっかけ!性獣達の特濃ザーメン群が弾丸の如く大放射!!（8月19日、アイデアポケット）
- LEGEND IMPRESSION 史上最強コンテンツで贈る奇跡の共演!240分（9月1日、アイデアポケット）
- サディスティックな変態性交に濡れ溺れて… 性覚醒!!浴尿!!放尿!!痛快感!!汚アナル愛撫!!浮気性交!!【快楽トリガー】の世界へ…（10月13日、アイデアポケット）
- 肉感ローアングルで魅せるノーブラ透け乳首の巨乳お姉さんの誘い 勃起必須シチュエーションの連発!（11月13日、アイデアポケット）
- 電マでチ○ポイカセ!ホットローショントルネードフェラで腰抜け暴発!跨り痴女王様の凄テク炸裂セックス!! 全コーナー歓喜の暴発射精!!（12月13日、アイデアポケット）
- 天翔けるつばさの閃き 天海つばさ LEGEND OF THE BEST 射精ポイントを秀抜した天にも昇る快感射精ができる厳選8タイトル360分（12月19日、アイデアポケット）

2018年
- 真正生中出し風俗5本番 200分貸し切りスペシャルコース 「どっぷり生中出し5シチュエーション!」（1月13日、アイデアポケット）
- 癒しと快感の回春おっぱいリフレ 店内盗撮で垣間見える裏オプ（本番）の実態!（2月13日、アイデアポケット）
- ナンパお持ち帰り生中出しレ〇プされた天海つばさ 「ヤメテ! 中に出さないで!!」裏スキャンダル!!（3月13日、アイデアポケット）
- 乳首! クリ! アナル! 3点こねくりっぱなし快感絶頂エンドレスセックス イッてもイッてもノンストップで責められ続け昇天覚醒アヘ顔 まさかのアナルまで!!（4月7日、アイデアポケット）
- 生一丁! 喜んで! 酔った勢いで生ハメ乱交 12発膣中生中出しセックス 本気で生搾り!!（5月1日、アイデアポケット）
- 童貞筆おろし! 人生最高のセックス（初体験）をあげちゃうよ! 怒涛のチェリーボーイ斬り!! カモン!DT（どーてー）（6月1日、アイデアポケット）
- 燃え尽きて、私の中で･･･ 人妻生中出し性交 生真面目な美人妻の発情した裏の顔　衝撃の4Pスワッピングまでの録画記録!!（7月1日、アイデアポケット）
- 業界歴約9年! レジェンド女優・天海つばさが教えるヌケて覚えられる絶対絶頂SEX講座（8月1日、アイデアポケット）
- 軽蔑している弟に専属メイド契約させられた美人姉（9月13日、アイデアポケット）
- もうすぐデビュー9周年! 特別リリース! フェラだけで92回イカせてあげる 天海つばさ 舐め扱きフェラチオBEST しゃぶり抜き8時間（9月13日、アイデアポケット）※単体ベスト
- 濃密レズ解禁! イキ合うレズビアンセックス4本番 -新快感の絶頂-（10月13日、アイデアポケット）
- 「もうイッてるってば! 止めてよ!」絶頂後にぶっちぎりの追撃弾丸ピストン（11月13日、アイデアポケット）
- エリート囮捜査官孕ませ輪姦 痴漢組織にハメられて…（12月13日、アイデアポケット）

2019年
- 【濃縮媚薬ザーメン中出し輪姦】 パニックザーメンクリニック（1月13日、アイデアポケット）
- 検証ドキュメント もしも天海つばさが信頼している同郷の男にプロポーズされAV女優を辞めて一緒に地元に帰って結婚して欲しいと言われたらどうするか（2月13日、アイデアポケット）
- 出張先相部屋NTR 絶倫の部下に一晩中何度も中出しされた女上司（3月13日、アイデアポケット）[12]
- デビュー9周年特別企画 NN (生ハメ生中だし) 風俗店潜入! 風俗客のガチ素人さん達と生ハメ生中出し4本番240分スペシャル（4月13日、アイデアポケット）
- 射精しても射精してもチ○ポを抜いてくれない絶倫お姉さんの追撃中出し騎乗位（5月13日、アイデアポケット）
- マ〇コが溺れる程の莫大ザーメン中出しSEX (6月13日、アイデアポケット)
- 「終電ないの!?じゃあウチ来る?」 僕の恋人が家で待ってるのに、終電を逃がし気の強い女上司の家に泊まる流れに…ノーパンノーブラ部屋着に興奮した絶倫のボクは一晩中ヤリまくった… (7月13日、アイデアポケット)
- BEAUTY VENUS 6 (8月13日、アイデアポケット)
- 終電30分前から始まる時間制限アリ女上司とセックス地獄 私がイイっていうまで帰らせないからね (11月13日、アイデアポケット)
- 「仲良く（エッチ）しようよ…」 堂々ノーパンノーブラの絶倫義姉に寝取られた僕。 驚愕の絶倫10コーナー!! (12月13日、アイデアポケット)

2020年
- 1ヶ月間禁欲し妻不在の3日間、妻の親友とヤリまくった記録動画 果てるまでヤリまくる計9性交! (1月13日、アイデアポケット)
- 激しさは嵐の後で… (2月13日、アイデアポケット)
- デビュー10周年でリア充でチヤホヤされてる生意気な天海つばさ（本人）を輩を使って犯しまくってヤッた。。。（狂）【大槻ひびき】緊急参戦!! 衝撃の復讐輪姦!  (3月13日、アイデアポケット)
- 妻には言えない…。大好きだった従姉妹のつばさ姉ちゃんと帰省で10年ぶりの再会。 初恋同士、既婚同士の2人が時間を忘れ愛し合った背徳の3日間。 (4月13日、アイデアポケット)
- 「これで契約してくれますか?」 見え過ぎのスケベ下着で巧みに誘う不動産営業レディの凄絶な誘惑 この女強烈！！ (5月13日、アイデアポケット)
- 熱帯夜、汗だく布団の中で密着ねっとり夜這い性交 (6月13日、アイデアポケット)
- 毎朝、電車で見かける憧れのお姉さんが痴漢されてるのに何もできずにクズ勃起してるだけのボク (8月13日、アイデアポケット)
- 「これは仕事（潜入捜査）…お願い、何も言わないで…」 キャリア女捜査官 漆黒NTR 残酷な任務…嫌いな男からの酷な中出し姦！ (9月13日、アイデアポケット)
- 「嘘でしょ!最悪なんだけど…」 形勢逆転!即尺デリヘル呼んだら、会社のいじわるな女上司だった。「ムカツクんだよ!!」上から目線オンナに復讐のストレス発散ピストン!! (10月13日、アイデアポケット)
- 勃起不全NTR 勃たないじじいが息子の嫁マ○コで荒治療セックス (11月13日、アイデアポケット)
- 禁断の放課後 女教師と生徒の背徳ベロキス性交 (12月13日、アイデアポケット)

2021年
- 「私の方が奥さんより上手いと思う…」 FNTR フェラチオ寝取り 狙った男をしゃぶり堕とす…寝取り癖の悪い女 (1月13日、アイデアポケット)
- 丁寧淫語で優しく焦らすランジェリー回春痴女エステ 射精するまで帰さない 天海つばさ（2月13日、アイデアポケット）
- ▲セクシースイーツキャンペーンSpecial DVD！（3月2日、エスワン）[13]
- 続編 今度は僕じゃない男にノーパンノーブラ‘‘パイパン’’ま○こで誘い興奮したそいつと嫉妬に狂った僕は。。。 天海つばさ（3月14日、アイデアポケット）
- 復讐洗脳 僕の人生を台無しにした女クズ社長を洗脳して中出し肉便器にしてやった! 天海つばさ（4月14日、アイデアポケット）

2023年
- 生意気な上から目線女に逆襲のピストン！！ 傲慢なPTA女会長を舐め回し服従SEXさせて堕としてヤッた。 天海つばさ（4月11日、アイデアポケット）[14]

### イメージビデオ
| 発売日  | タイトル               | 規格品番        | メーカー             | 備考             |
| 2010年  | 2010年                 | 2010年          | 2010年               | 2010年           |
| ------- | ---------------------- | --------------- | -------------------- | ---------------- |
| 3月29日 | エロキュート           | ECR-0017 (DVD)  | オルスタックソフト   |                  |
| 2011年  |                        |                 |                      |                  |
| 9月29日 | エロキュート II        | ECR-0035 (DVD)  | オルスタックソフト   |                  |
| 2013年  |                        |                 |                      |                  |
| 7月26日 | Real X                 | SBVD-0188 (DVD) | 彩文館出版           |                  |
| 2018年  |                        |                 |                      |                  |
| 5月1日  | Aphrodite              | AP-018 (DVD)    | ファインピクチャーズ | Blu-ray 同時発売 |
| 5月1日  | Aphrodite              | AP-018B (BD)    | ファインピクチャーズ | Blu-ray 同時発売 |
| 9月25日 | 裸神                   | OAE-161 (DVD)   | Aircontrol           |                  |
| 2019年  |                        |                 |                      |                  |
| 12月5日 | Tsubasa Colorful wings | REBD-430 (DVD)  | Rebecca              | Blu-ray 同時発売 |
| 12月5日 | Tsubasa Colorful wings | REBDB-416 (BD)  | Rebecca              | Blu-ray 同時発売 |

### バラエティビデオ
- かすみレディオ10（2011/03/27、つくばテレビ）特典：放送未公開映像。
- かすみレディオVol.25（2015年、つくばテレビ）

### 写真集
- TSUBASA（2009年9月12日、双葉社、撮影：野澤亘伸）ISBN 978-4575301601
- 甘蜜（2013年6月25日、彩文館出版、撮影：ナカムラ ミツヒロ）ISBN 978-4775605394

### Web写真集
- マイダーリン XCITY（2010年1月15日、撮影：マキハラススム）
- THE☆天使 XCITY（2010年11月15日、撮影：マキハラススム）

## 出演

### テレビ番組
- ヴィーナス・フューチャー #85（スカパー!・エンタ!371、2010年）
- 闇金ウシジマくん（2010年10月、毎日放送）- OL 役
- おねだりマスカットDX!（2011年4月6日 - 2011年5月、テレビ東京）
- 匿名探偵（2012年10月 - 、テレビ朝日）- エリカ 役

### ウェブテレビ
- のぞき見ちゃん ―ゲーム女子のぞき見ちゃんねるー（2020年6月30日 ‐2023年3月30日、YouTube・のぞき見ちゃんねる）[15]
- カチコチTV（2021年4月9日、4月16日- 、FANZA見放題chライト）

### ラジオ
- ねむチキ（2022年4月17日・24日・2024年1月28日・2月4日、TBSラジオ）

### オリジナルビデオ
- 大人のおもちゃ（2012年、監督：イワンポランスキー）- 園田純子 役（主演）

### ゲーム
- 戦国愛撫-CHIGIRI-（2015年8月、DMM GAMES）- 徳川家康 役[16]
- 新宿スカウトバトル（2019年12月2日、DMM GAMES）- アイドル事務所マネージャー・天海つばさ 役[17]
- 銀行マンの下剋上～バラ色人生を目指して～（2022年12月6日、AV GAMES、フュージョンプロジェクト）- スパイ・天海つばさ 役[18]